# Blue Sky Mine
Blue Sky Mine is een liedje van de Australische rockband Midnight Oil. Het is uitgebracht in februari 1990 als eerste single van hun zevende album Blue Sky Mining. Het lied gaat over de mijnwerkers van de asbestmijn in Wittenoom, West-Australië. Van de 20.000 inwoners van Wittenoom zijn er 2000 gestorven aan gezondheidsproblemen die aan asbestdelving gelieerd zijn. De naam 'Blue Sky Mine' duidt op de dagbouw van asbest, alsook het type asbest: crocidoliet.
Het lied is een protestlied gericht tegen de eigenaars van de Wittenoom-mijn, Colonial Sugar Refining Company Ltd. (CSR).

## Hitlijsten

### Nederlandse Top 40
| Hitnotering (week 11 t/m 14): 17-03-1990 t/m 07-04-1990 | Hitnotering (week 11 t/m 14): 17-03-1990 t/m 07-04-1990 | Hitnotering (week 11 t/m 14): 17-03-1990 t/m 07-04-1990 | Hitnotering (week 11 t/m 14): 17-03-1990 t/m 07-04-1990 | Hitnotering (week 11 t/m 14): 17-03-1990 t/m 07-04-1990 | Hitnotering (week 11 t/m 14): 17-03-1990 t/m 07-04-1990 |
| Week:                                                   | 11                                                      | 12                                                      | 13                                                      | 14                                                      |                                                         |
| ------------------------------------------------------- | ------------------------------------------------------- | ------------------------------------------------------- | ------------------------------------------------------- | ------------------------------------------------------- | ------------------------------------------------------- |
| Positie:                                                | 31                                                      | 28                                                      | 28                                                      | 40                                                      | uit                                                     |